# Linia kolejowa Kępno Słupskie – Ustka
Linia kolejowa Kępno Słupskie – Ustka – dawna linia kolejowa łącząca Kępno z Ustką przez Komnino. Linia posiadała rozstaw szyn wynoszący 1435 mm czyli była linią normalnotorową. Na całej swojej długości była jednotorowa. Linia została otwarta 6. grudnia 1913 roku, natomiast rozebrana została w kwietniu 1945 roku.
Długości linii wynosiła 23,7 km.

## Stacje i przystanki
Na linii znajdowały się następujące stacje i przystanki kolejowe:
- Kępno Słupskie
- Dominek
- Komnino
- Osieki Słupskie
- Objazda Dwór
- Objazda
- Poddąbie
- Machowinko
- Wytowno
- Przewłoka
- Ustka